# Jakob Fabricius
Jakob Fabricius (ur. 19 lipca 1593 w Koszalinie, zm. 11 sierpnia 1654 w Szczecinie) – niemiecki pastor i teolog luterański.

## Życiorys
Studiował w Pedagogium Szczecińskim oraz na uniwersytetach w Lubece i Rostocku. Od 1616 roku był wykładowcą szkoły miejskiej w Koszalinie, następnie objął funkcję pastora w kościele zamkowym na Zamku Książąt Pomorskich w Darłowie. W 1620 roku wyjechał do Szczecina, gdzie został nadwornym kaznodzieją księcia Bogusława XIV. W 1626 roku uzyskał tytuł doktora teologii na uniwersytecie w Greifswaldzie. W latach 1631–1632 pełnił funkcję spowiednika i kapelana polowego króla szwedzkiego Gustawa II Adolfa. W 1634 roku objął urząd superintendenta Pomorskiego Kościoła Ewangelickiego. W latach 1641–1654 pełnił funkcję proboszcza kościoła Mariackiego w Szczecinie. Od 1642 roku wykładał teologię w Pedagogium Szczecińskim.
Był autorem licznych prac teologicznych i druków okolicznościowych. Przypisywane jest mu autorstwo pieśni Verzage nicht, du Häuflein.